# 安德鲁·格里菲斯 (1971年)
安德鲁·格里菲斯（英語：Andrew Griffith，1971年2月23日—）是一位英国保守党政治人物，曾任影子科學創新及科技大臣，現任阿藍得和南部丘陵選區國會議員。從政前是商人。

## 早年经历
格里菲斯出生于英国伦敦东部的贝克斯利希斯。成长于伦敦东南部的布罗姆利，就读于原属肯特郡的席德卡普公立St Marys & St Josephs综合学校。1989年至1992年，他在诺丁汉大学学习法律。1996年获得英格兰和威尔士特许会计师协会(ICAEW)特许会计师资格。

## 商务事业
格里菲斯先后在罗斯柴尔德银行和普华永道工作，1999年加入天空集团担任金融分析师。2008年，他成为天空集团的首席财务官，并成为其董事会成员，是当时上榜富时100指数企业中最年轻的首席财务官。2016年升任集团首席运营官。

## 个人生活
格里菲斯于1997年与志愿慈善工作者芭芭拉结婚，他们有一对儿女。全家定居于在伦敦泰晤士河南岸的普特尼。
他的父亲死于COVID-19。